# Сабрина — маленькая ведьма (фильм)
Сабрина — маленькая ведьма (также Сабрина — юная ведьмочка) — американский телевизионный фильм, основанный на героях и событиях из Archie Comics. Фильм послужил основой для сериала «Сабрина — маленькая ведьма», однако лишь два актёра перешли в сериал — Мелисса Джоан Харт и Мишель Будуан, причем Будуан сыграла роль другого персонажа.

## Сюжет
Ночь. Сабрина Сойер в первый раз взлетает над кроватью, ведь она — ведьма, как и её тётушки. Кот Сейлем пытается позвать тётушек, но они уже тут. Силы Сабрины просыпаются в ней, ведь в этот день ей исполняется шестнадцать лет, возраст, когда ко всем юным ведьмам приходят их магические чары. Тётя Хильда читает заклинание, чтобы Сабрина опустилась в кровать и выспалась. Утром Сабрина начинает чувствовать себя немного странно. Она идёт в школу, в которую она недавно перешла. Там её ждёт подруга — Марни, которая по своей натуре полная пофигистка.
Сабрине предстоит учёба в десятом классе, но она заглядывается на школьного красавчика, парня из одиннадцатого класса — Сета (Райан Рейнольдс). Рядом с ним крутится мисс Школьная Популярность — Кэти, которая невзлюбила Сабрину. В параллели с Сабриной учится Харви, скромный молодой человек, который тайно влюблён в неё. Он положил ей цветы в шкафчик, надеясь, что она оценит этот подарок на её день рождения. Харви также устраивает и весь день рождения Сабрины. Когда Сабрина и Марни приходят в дом тётушек, Сабрину ожидает сюрприз — вечеринка в честь её шестнадцатилетия. Потом на вечеринку приходит Сет и его друзья. Сабрина пытается завести с ним разговор. В этот момент Фрэн — подруга Кэти — звонит ей и сообщает, где Сет. В ярости Кэти приезжает на вечеринку и пытается разрушить веселье именинницы. Когда вносят торт со свечками, Сабрина загадывает желание, которое направлено против Кэти. У той начинается зуд и загорается шапка. Харви поливает горящую девушку морсом, та уходит вон.
Сидя в комнате, Сабрина видит, как тётя Зельда проносит пакет с именем Сабрины и прячет его в полке. Сабрина решает, что это подарок от родителей, и она не ошиблась. В пакете магическая книга. Открыть её нужно только в полнолуние. Сабрина открывает её, но все чары вылетают из неё, и остаются пустые страницы, ведь полнолуние ещё не наступило.
На следующий день на уроке физкультуры Сабрина кидает спортивное копьё, и её магическая сила отбрасывает копьё за горизонт, но никто этого не замечает. После второго броска её принимают в команду. Потом Кэти зовёт Сабрину на свою вечеринку, на которую приглашена вся команда. На вечеринке Кэти решает опозорить Сабрину и льёт скользкий лосьон на доску для прыжков в воду. Когда Сабрина прыгает с доски, её магия помогает ей, и она совершает отличный прыжок. Тогда Кэти решает сделать другую подлость: она подключает микрофон к раздевалке, и все вокруг услышали разговор Сабрины и Марни о Сете и о его заднице. Все осмеивают Сабрину, и она в слезах убегает домой.
Дома тётушки раскрывают ей тайну, что она ведьма. Сабрина думает, что это был сон, но утром она убедилась, что это правда. Магия помогла вернуть время вспять, и все забыли о разговоре Сабрины. В школе она читает заклинание и помогает себе и подруге решить тест по биологии. Попытавшись приворожить Сета, она узнаёт от тётушек, что любовные заклинания теперь запрещены. Тогда Сабрина придумывает план: победить при помощи магии на общегородском соревновании, и тогда Сет обратит на неё внимание. Но и тут тётушки обрывают все дело: нельзя использовать магию в любых формах для привлечения любви, если она не искренняя в обоих сердцах.
На соревнование Сабрина готовится сама. Как раз под конец она уже начинает побеждать, но Кэти толкает её. В намерении победить, Сабрина все же читает заклинание, и кроссовки доносят её до финиша. Сет приглашает её на бал, но Сабрина начала в нём разочаровываться.
Кэти взламывает шкафчик Сабрины и крадёт её книгу. Вызвав её на разговор, она грозится всем рассказать, что Сабрина — ведьма, но Сабрина превращает её в собачку.
Этим же вечером Сабрина укатила с Сетом в парк, и Харви кинулся за ней. В машине Сет начал приставать к Сабрине. Сабрина поняла, что Сет хочет лишь секса, и вышла из машины. Ловелас уехал, но Сабрина наколдовала ему поломку машины. В этот момент Харви приезжает на велосипеде, чтобы забрать Сабрину. Сабрина обнимает его, и они летят обратно на бал.
Во время танцев Сабрина расколдовывает Кэти, и она возвращается к Сету. В танце Сабрина и Харви вместе, и завершается фильм их поцелуем.

## В ролях
- Мелисса Джоан Харт — Сабрина Сойер
- Шерри Миллер — тетя Хильда
- Шарлин Фернец — тетя Зельда
- Мишель Будуан — Марни Литлфильд
- Райан Рейнольдс — Сет
- Тобиас Мелер — Харви
- Лалаиниа Линдбьерг — Кэти Ла Море
- Лора Харрис — Фредди
- Ки Вонг — Фрэн